# Pholcus acutulus
Pholcus acutulus is een spinnensoort uit de familie trilspinnen (Pholcidae). De soort komt voor in Korea.